# Anthony West

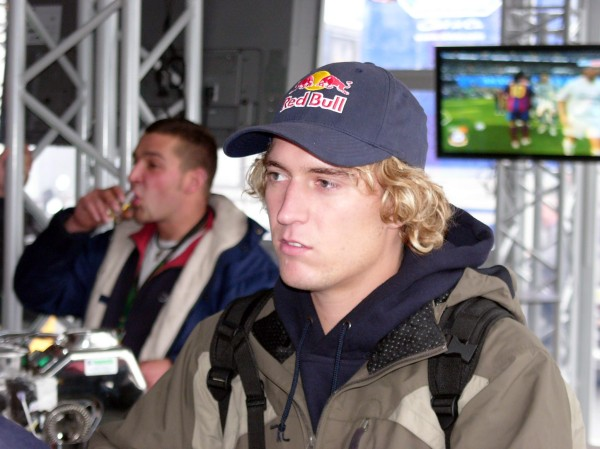
Anthony West 2005

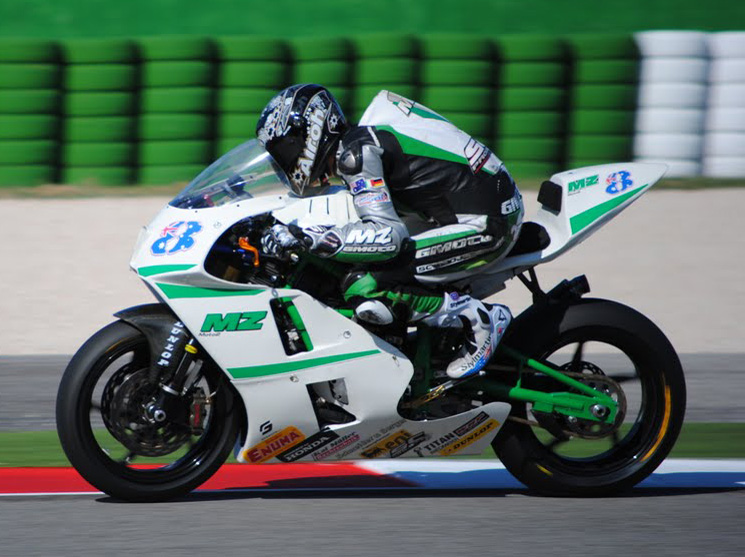
Anthony West 2010 auf MZ

Anthony Keith „Ant“ West (* 17. Juli 1981 in Maryborough) ist ein australischer Motorradrennfahrer.
2010 und 2011 startete er für MZ in der Moto2-Klasse der Motorrad-Weltmeisterschaft.
West gilt als ausgesprochener Regenspezialist; seine beiden Grand-Prix-Siege konnte er 2003 in der 250-cm³-Klasse und 2014 in der Moto2-Klasse jeweils im Regen bei der Dutch TT in Assen feiern.

## Karriere

### Anfänge
Anthony „Ant“ West begann wie viele andere australische Motorradrennfahrer bei Dirt-Track-Rennen erste Erfahrungen auf Motorrädern zu sammeln. Im Alter von zwölf Jahren bestritt er sein erstes Rennen und maß sich in der australischen Meisterschaft beispielsweise bereits mit Chris Vermeulen.
1998 debütierte er beim 125-cm³-Grand-Prix von Australien in der Motorrad-Weltmeisterschaft.

### 250-cm³-Weltmeisterschaft (1999–2000)
Zur Saison 1999 stieg Anthony West mit dem relativ unerfahrenen Team Shell Advance Honda Team in die 250-cm³-Weltmeisterschaft ein. Mit dem sechsten Platz beim Großen Preis von Deutschland auf dem Sachsenring als bestem Resultat wurde er Zwölfter der Gesamtwertung. 2000 steigerte sich Anthony West auf den sechsten Gesamtrang, ohne dabei jedoch eine Podiumsplatzierung erreichen zu können.

### 500-cm³-Weltmeisterschaft (2001)
Zur Saison 2001 stieg West in die 500-cm³-Klasse auf und startete für das Dee Cee Jeans Racing Team auf unterlegenem Material. Er kam zwar bei fast jedem Rennen ins Ziel, fuhr aber meist nur wenige Punkte ein und belegte am Saisonende mit 27 Zählern den 18. Platz. Für die Saison 2002 hatte Anthony West einen Platz auf einer Aprilia-Werksmaschine in Aussicht, fand aber keine Sponsoren, um sich für diesen Platz einzukaufen.

### 250-cm³-Weltmeisterschaft (2003–2006)
In der Saison 2003 ging West wieder in der 250-cm³-Klasse für das italienische Privatteam Zoppini Abruzzo an den Start. Er fuhr regelmäßig unter die ersten zehn und konnte bei der verregneten Dutch TT in Assen seinen bisher einzigen Sieg in der Motorrad-WM feiern. Mit dem zweiten Platz bei seinem Heim-Grand-Prix in Phillip Island und zwei dritten Rängen belegte Anthony West am Saisonende mit 145 Zählern den siebten Platz in der Gesamtwertung.
Das Jahr 2004 verlief für West, wiederum für das Abruzzo-Team startend, nicht so erfolgreich. Er erreichte keine einzige Podiumsplatzierung und wurde in der Gesamtwertung mit 88 Punkten Elfter.
Für die Saison 2005 wurde Anthony West vom österreichischen Motorradhersteller KTM als Fahrer für das neu ins Leben gerufene 250er-Projekt verpflichtet. Drei Viertel der Saison nahm er jedoch wegen der stockenden Entwicklung des Motorrades und einiger technischer Probleme an keinem Grand Prix teil. In der ersten Saisonhälfte agierte er deshalb als Ersatzpilot für verschiedene Teams. Beim ersten Einsatz der 250er-KTM, dem verregneten Grand Prix von Großbritannien in Donington Park, fuhr West auf einen hervorragenden zweiten Platz. Danach gelangen ihm jedoch nur noch Platzierungen im Mittelfeld, er wurde schließlich 17. der WM. Nach der Saison wurde sein Vertrag mit KTM wegen Meinungsverschiedenheiten über die Entwicklung der Maschine aufgelöst.
Die Saison 2006 bestritt Anthony West im deutschen Privatteam Kiefer-Bos-Racing auf einer Aprilia-Kit-Maschine. Sein Teamkollege war Dirk Heidolf. Nach einer eher unauffälligen Saison auf der unterlegenen Maschine schloss er die WM als Elfter ab.

### Saisons 2007 und 2008
In die Motorrad-Weltmeisterschaft 2007 startete West wiederum in der 250er-WM, diesmal auf einer Aprilia-Semi-Werksmaschine im Team Sicilia. Nach einem enttäuschenden Saisonstart, in dem er nicht an die Resultate des Vorjahres anknüpfen konnte, entschloss er sich, das Team zu verlassen.
Wie erfolgreich er auf einer konkurrenzfähigen Maschine sein kann, bewies Anthony West dann in der Supersport-Weltmeisterschaft. Dort ersetzte er im Yamaha World Supersport Racing-Team auf einer Yamaha YZF-R6-Werksmaschine seinen verletzten Landsmann Kevin Curtain. Im ersten Rennen in Monza fuhr er auf den dritten Rang. Die beiden folgenden Läufe in Silverstone und Misano konnte er dann sogar gewinnen. Mit nur drei bestrittenen Rennen wurde West WM-Neunter.
Nachdem der Franzose Olivier Jacque im Juni 2007 als Kawasaki-Werksfahrer in der MotoGP-Klasse zurückgetreten war, wurde West aufgrund der guten Resultate in der Supersport-WM dessen Platz im Kawasaki-Werksteam bis zum Saisonende angeboten. West akzeptierte und kaufte sich aus seinem zwischenzeitlich mit Yamaha geschlossenen Vertrag für die Supersport-Klasse heraus. Er kam in der Folge bei jedem der elf MotoGP-Läufe an denen er teilnahm ins Ziel, zwei siebte Ränge in den USA und in Japan waren dabei seine besten Saisonresultate. Anthony West beendete die Saison mit 59 Punkten schließlich als 15. der Gesamtwertung.
Auch die Saison 2008 bestritt Anthony West im Kawasaki-Werksteam in der MotoGP-Klasse, sein neuer Teamkollege war der US-Amerikaner John Hopkins. Beide Kawasaki-Piloten blieben weit hinter den Erwartungen zurück, West wurde mit 50 Punkten WM-18. und damit schlechtester Fixstarter. Einzig beim Gran Prix von Tschechien in Brünn gelang dem Australier mit Platz sechs im Qualifikationstraining und Rang fünf im Rennen ein herausragendes Resultat. Sein zum Saisonende auslaufender Vertrag bei den Grünen, die sich am Ende des Jahres sogar komplett aus der MotoGP-Klasse zurückzogen, wurde nicht verlängert. Jedoch gab es Bestrebungen seitens der Japaner, West in einer anderen Meisterschaft als Werkspiloten zu behalten, die aber nicht in die Tat umgesetzt wurden.

### Supersport-WM (2009)
In der Saison 2009 startete Anthony West zusammen mit dem Italiener Gianluca Vizziello für das schwedische Honda-Privatteam Stiggy Honda Racing des Ex-Grand-Prix-Piloten Johan Stigefelt auf Honda CBR 600 RR in der Supersport-Weltmeisterschaft. Der Australier belegte konstant Plätze unter den besten zehn. Seine besten Saisonresultate waren zweite Ränge in Valencia und Brünn. Vor dem letzten Saisonrennen zog sich das Team jedoch aus finanziellen Gründen komplett aus der WM zurück, nachdem man zwischenzeitlich bereits das Budget für einen Einsatz Vizziellos nicht mehr aufbringen konnte. In der Gesamtwertung belegte West mit 117 Punkten den siebenten Gesamtrang.

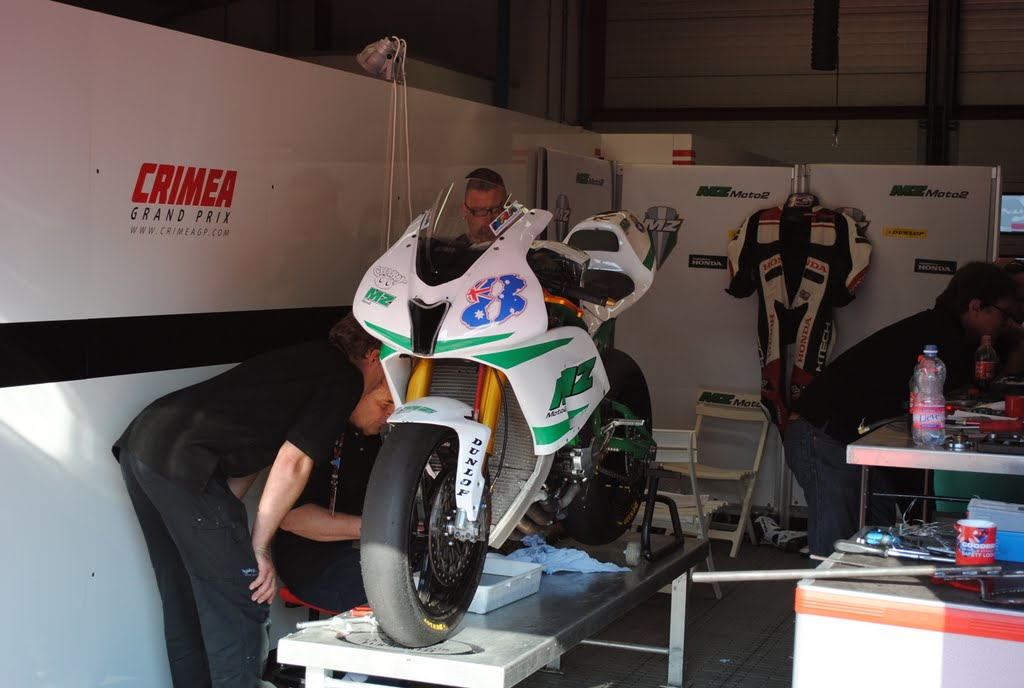
Wests MZ der Saison 2010

### Moto2 (2010–2011)
In der Saison 2010 ging Anthony West in der neu geschaffenen Moto2-Klasse der Motorrad-Weltmeisterschaft für das Team des deutschen Herstellers MZ an den Start. Nach dem Rückzug des Stiggy-Teams hatte Johan Stigefelt im Herbst 2009 eine Honda CBR 600 RR an den von Martin Wimmer und Ralf Waldmann übernommenen sächsischen Hersteller verkauft, auf dessen Basis ein Moto2-Chassis mit Stahl-Gitterrahmen entwickelt wurde. West hatte das Projekt bereits den gesamten Winter als Testfahrer begleitet und dabei regelmäßig Ergebnisse im Vorderfeld erreicht.
Die Saison in der mit über 40 Startern von einer hohen Leistungsdichte geprägten Serie war von schwankenden Ergebnissen geprägt. Nach dem Ausfall beim Auftaktrennen in Katar fuhr West bereits beim zweiten Lauf im spanischen Jerez mit Rang 15 seinen ersten Punkt ein. Danach folgten vier Rennen mit Platzierungen außerhalb der Punkteränge. Beim Katalonien-Grand-Prix in Barcelona erkämpfte sich der Australier Rang neun, auch beim folgenden Großen Preis von Deutschland zeigte er mit dem 13. Platz eine starke Leistung. Nach weiteren Platzierungen im Mittelfeld, meist außerhalb der Punkteränge, fuhr Anthony West beim Grand Prix von Portugal in Estoril mit Rang sieben sein bestes Saisonresultat ein. Auf den Sieger Stefan Bradl (Suter) fehlten ihm dabei nur 3,385 Sekunden. Mit 26 Punkten belegte West im Endklassement den 23. Gesamtrang.
Auch in der Saison 2011 trat Anthony West für MZ in der Moto2-Klasse an. Sein Teamkollege war Max Neukirchner, der aus der Superbike-Weltmeisterschaft wechselte. Bei der Dutch TT in Assen belegte er bei wechselhaften Bedingungen den vierten Platz, diesen Erfolg konnte er beim letzten Saisonrennen, dem Großen Preis von Valencia wiederholen. West belegte am Ende der Saison mit 40 Punkten den 22. Platz in der Gesamtwertung, zwei Punkte hinter seinem Teamkollegen Max Neukirchner.

### Geplanter Aufstieg in die MotoGP-Klasse zur Saison 2012
Im November 2011 wurde bekannt, dass West den Aufstieg in die Moto GP mit dem Speed-Master-Team und einem Claiming-Rule-Motorrad plane. Im Januar 2012 ließ West verlauten, das er nicht in die MotoGP aufsteigen werde, weil er die geforderten 250.000 Euro Sponsorengeld nicht beschaffen könne. West kündigte daraufhin an, in diesem Jahr überhaupt kein Rennen fahren zu wollen und zurück nach Australien zu gehen.

### Britisch Superbike Championship
Im Februar 2012 wurde bekannt, dass West in der British Superbike Championship mit einer BMW S 1000 RR des italienischen Supersonic-Teams an den Start gehen wird. Dies war zum Saison-Start wieder hinfällig. Im Jahr 2012 wechselte er in das Moto2 Team QMMF Racing.

### Dopingsperre
Nach einem auf Methylhexanamin positiven Dopingtest wurde er im Oktober 2012 für einen Monat gesperrt. Die WADA legte dagegen Einspruch ein, woraufhin der Internationale Sportgerichtshof die Sperre auf 18 Monate erhöhte.
2018 wurde West erneut auffällig, als die Welt-Anti-Doping-Agentur (WADA) die stimulierende Substanz Methylhexanamin in einer beim Rennwochenende der Supersport-WM in Misano genommenen Urinprobe fand, die auf der Liste der verbotenen Substanzen steht. Daraufhin wurde West vom Motorrad-Weltverband FIM für 18 Monate gesperrt. West bestritt die Vorwürfe.

### Brasilianische Superbike-Meisterschaft
Obwohl gesperrt, startete West 2019 in der brasilianischen Superbike-Meisterschaft, wo er ein Rennen gewann und zweimal Dritter wurde. Dann bewirkte die FIM, dass Kawasaki ihm die Unterstützung entzog. Seine Sperre wurde bis zum 14. März 2021 verlängert.

## Statistik

### In der Motorrad-Weltmeisterschaft
| Saison | Klasse  | Team                                                    | Motorrad              | Rennen | Siege | Zweiter | Dritter | Poles | Schn. Runden | Punkte | Ergebnis |
| ------ | ------- | ------------------------------------------------------- | --------------------- | ------ | ----- | ------- | ------- | ----- | ------------ | ------ | -------- |
| 1998   | 125 cm³ | Christopher West Plumbing                               | Honda                 | 1      | –     | –       | –       | –     | –            | –      | –        |
| 1999   | 250 cm³ | Shell Advance Honda Team                                | Honda / TSR-Honda     | 16     | –     | –       | –       | –     | –            | 66     | 12.      |
| 2000   | 250 cm³ | Shell Advance Honda Team                                | Honda NSR             | 16     | –     | –       | –       | –     | –            | 146    | 6.       |
| 2001   | 500 cm³ | DeeCee Jeans Racing Team                                | Honda V2              | 14     | –     | –       | –       | –     | –            | 27     | 18.      |
| 2003   | 250 cm³ | Team Zoppini Abruzzo                                    | Aprilia               | 16     | 1     | 1       | 2       | –     | –            | 145    | 7.       |
| 2004   | 250 cm³ | Freesoul Abruzzo Racing Team                            | Aprilia               | 14     | –     | –       | –       | –     | –            | 88     | 11.      |
| 2005   | 250 cm³ | Aprilia Germany / Würth Honda BQR / Red Bull KTM GP 250 | Aprilia / Honda / KTM | 7      | –     | 1       | –       | –     | 1            | 30     | 17.      |
| 2006   | 250 cm³ | Kiefer-Bos-Racing                                       | Aprilia               | 16     | –     | –       | –       | –     | –            | 78     | 11.      |
| 2007   | 250 cm³ | Team Sicilia                                            | Aprilia               | 7      | –     | –       | –       | –     | –            | 25     | 19.      |
| 2007   | MotoGP  | Kawasaki Racing Team                                    | Kawasaki Ninja ZX-RR  | 11     | –     | –       | –       | –     | –            | 59     | 15.      |
| 2008   | MotoGP  | Kawasaki Racing Team                                    | Kawasaki Ninja ZX-RR  | 18     | –     | –       | –       | –     | –            | 50     | 18.      |
| 2010   | Moto2   | MZ Racing Team                                          | MZ-RE Honda           | 17     | –     | –       | –       | –     | –            | 26     | 23.      |
| 2011   | Moto2   | MZ Racing Team                                          | MZ-RE Honda           | 17     | –     | –       | –       | –     | –            | 40     | 22.      |
| 2012   | Moto2   | QMMF Racing Team                                        | Moriwaki / Speed Up   | 16     | –     | –       | –       | –     | –            | –      | —        |
| 2013   | Moto2   | QMMF Racing Team                                        | Moriwaki              | 17     | –     | –       | –       | –     | –            | 19     | 21.      |
| 2014   | Moto2   | QMMF Racing Team                                        | Speed Up              | 18     | 1     | –       | –       | –     | –            | 72     | 12.      |
| 2015   | Moto2   | QMMF Racing Team                                        | Speed Up              | 13     | –     | –       | –       | –     | –            | 30     | 22.      |
| 2015   | MotoGP  | Cardion AB Motoracing                                   | Honda                 | 3      | –     | –       | –       | –     | –            | –      | —        |
| 2016   | Moto2   | Montaze Broz Racing Team                                | Suter                 | 1      | –     | –       | –       | –     | –            | 6      | 27.      |
| Gesamt | Gesamt  | Gesamt                                                  | Gesamt                | 238    | 2     | 2       | 2       | –     | 1            | 907    |          |

### In der Supersport-Weltmeisterschaft
| Saison | Team                                                     | Motorrad                               | Rennen | Siege | Zweiter | Dritter | Poles | Schn. Runden | Punkte | Ergebnis |
| ------ | -------------------------------------------------------- | -------------------------------------- | ------ | ----- | ------- | ------- | ----- | ------------ | ------ | -------- |
| 2004   | Italia Megabike                                          | Honda CBR 600 RR                       | 1      | –     | –       | –       | –     | –            | 7      | 32.      |
| 2007   | Yamaha World Supersport Racing Team                      | Yamaha YZF-R 6                         | 3      | 2     | –       | 1       | –     | 2            | 66     | 9.       |
| 2009   | Stiggy Racing Honda                                      | Honda CBR 600 RR                       | 13     | –     | 2       | 1       | –     | –            | 117    | 7.       |
| 2016   | Tribeca Racing / West EAB Yamaha                         | Yamaha YZF-R 6                         | 1      | –     | –       | 1       | –     | –            | 16     | 23.      |
| 2017   | West Racing / EAB West Racing / Kawasaki Puccetti Racing | Yamaha YZF-R 6 / Kawasaki Ninja ZX-6 R | 8      | –     | –       | 2       | –     | –            | 73     | 8.       |
| 2018   | EAB antwest Racing                                       | Kawasaki Ninja ZX-6 R                  | 7      | –     | –       | –       | –     | –            | 51     | 10.      |
| Gesamt | Gesamt                                                   | Gesamt                                 | 33     | 2     | 2       | 5       | 0     | 2            | 330    |          |

### In der Superbike-Weltmeisterschaft
| Saison | Team                     | Motorrad               | Rennen | Siege | Zweiter | Dritter | Poles | Schn. Runden | Punkte | Ergebnis |
| ------ | ------------------------ | ---------------------- | ------ | ----- | ------- | ------- | ----- | ------------ | ------ | -------- |
| 2016   | Pedercini Racing         | Kawasaki Ninja ZX-10 R | 12     | –     | –       | –       | –     | –            | 64     | 17.      |
| 2017   | Kawasaki Puccetti Racing | Kawasaki Ninja ZX-10 R | 4      | –     | –       | –       | –     | –            | 13     | 27.      |
| Gesamt | Gesamt                   | Gesamt                 | 16     | 0     | 0       | 0       | 0     | 0            | 77     |          |

## Verweise